# Cratere Kibidango
Kibidango è un cratere sulla superficie di Ryugu.